# Meteorologiåret 1865

## Händelser

### Februari
- 10 februari - 15 inch snö faller över Duluth i Minnesota, USA på två dagar.[1]

### Okänt datum
- Österrikes statliga väderlekstjänst börjar med en daglig väderkarta.[2]
- I Visby på svenska ön Gotland noteras nytt värmerekord med + 34.0 °C.[3]

## Födda
- 9 februari – Wilson Bentley, amerikansk meteorolog.

## Avlidna
- 30 april – Robert FitzRoy, brittisk meteorolog.
- 23 maj – Adolph Theodor Kupffer, rysk meteorolog.

### Fotnoter
1. ↑  This Day in Weather History - February Arkiverad 26 juli 2010 hämtat från the Wayback Machine.
2. ↑  Geschichte
3. ↑  SMHI